# Mariëndijk

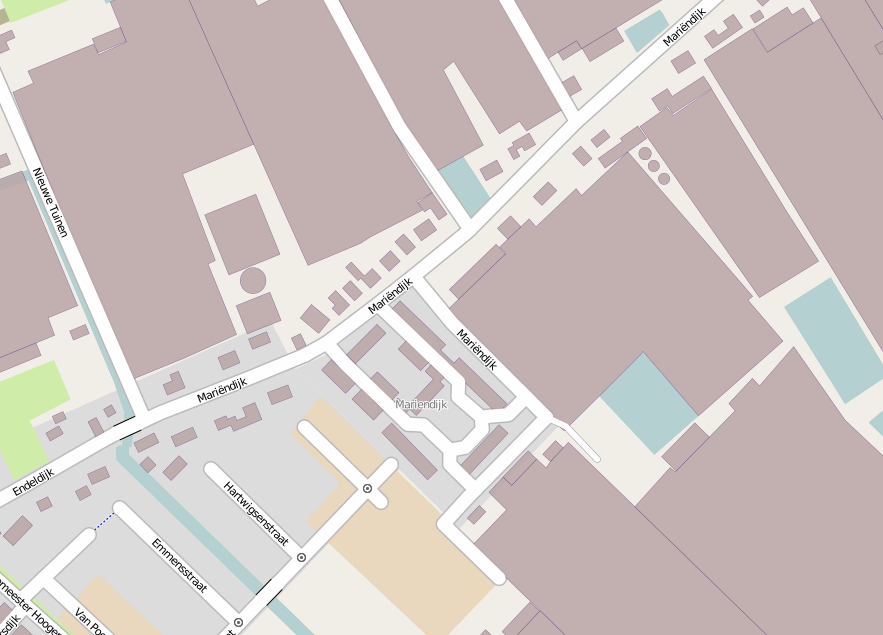
Plattegrond van deze plaats

Mariëndijk is een buurtschap in de gemeente Westland, in de Nederlandse provincie Zuid-Holland. Het ligt ten oosten van Honselersdijk op de weg naar De Driesprong. 
De plaats is ontstaan in 1912 toen buiten de bebouwde kom een woningcomplex is gebouwd dat de bijnaam 'Pannenbuurt' kreeg. Het wijkje omvat woningen aan de Mariëndijk en de 1e en 2e Van Reenenstraat waarvan het oudste deel uit 1911 komt. Voordat de gemeente opging in de gemeente Westland, behoorde de plaats tot de gemeente Naaldwijk.
Begin twintigste eeuw was de tuinbouw in volle ontwikkeling en daarom was er behoefte aan woonruimte voor de benodigde arbeiders. In 1911 is een woningbouwvereniging opgericht die zich moest toeleggen aan de bouw van woningen uitsluitend voor arbeiders. Aan de Mariëndijk heeft de vereniging een perceel van het Burgerweeshuis van Den Haag gekocht voor 3578,20 gulden. De Naaldwijkse architect A.G.W. Dessing maakte het ontwerp voor de 33 woningen. In september 1912 waren de eerste huizen opgeleverd en in december was het werk bijna voltooid. De straten zijn vernoemd naar de rentmeester van het weeshuis, Van Reenen. Of de naamgeving een eerbewijs is of dat de naam was bedongen is, is niet bekend.

## Galerij

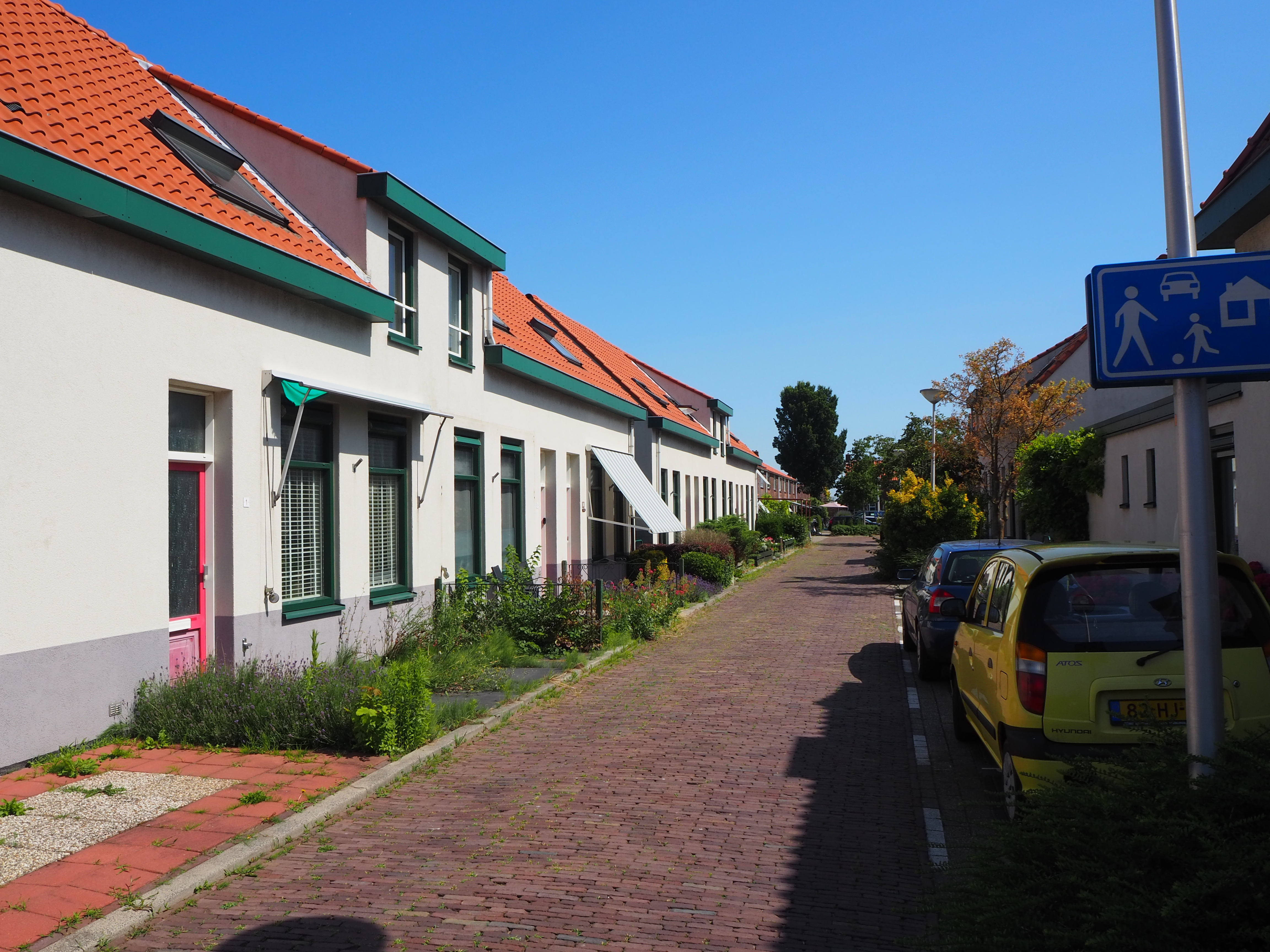
1e Van Reenenstraat
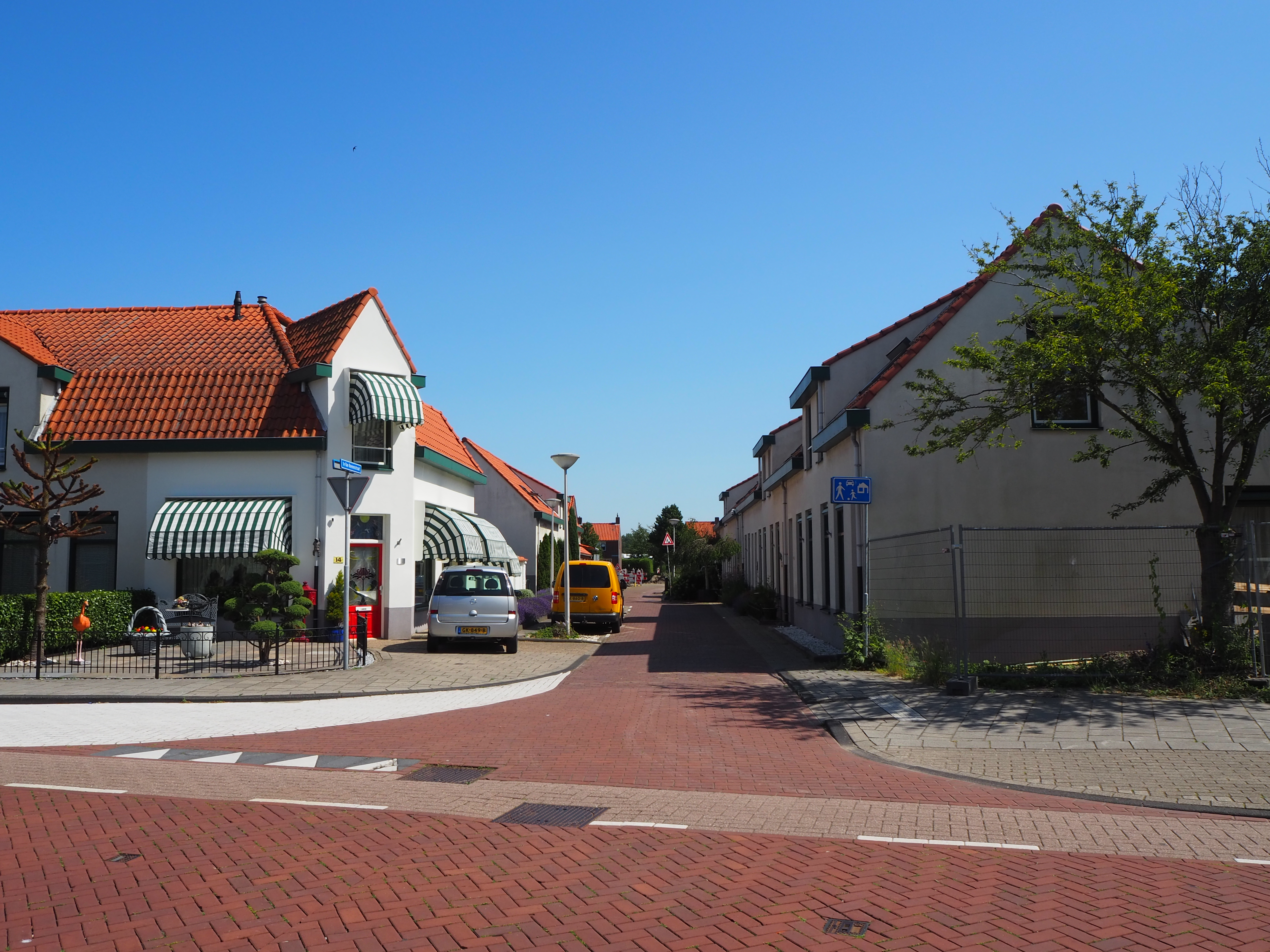
2e Van Reenenstraat
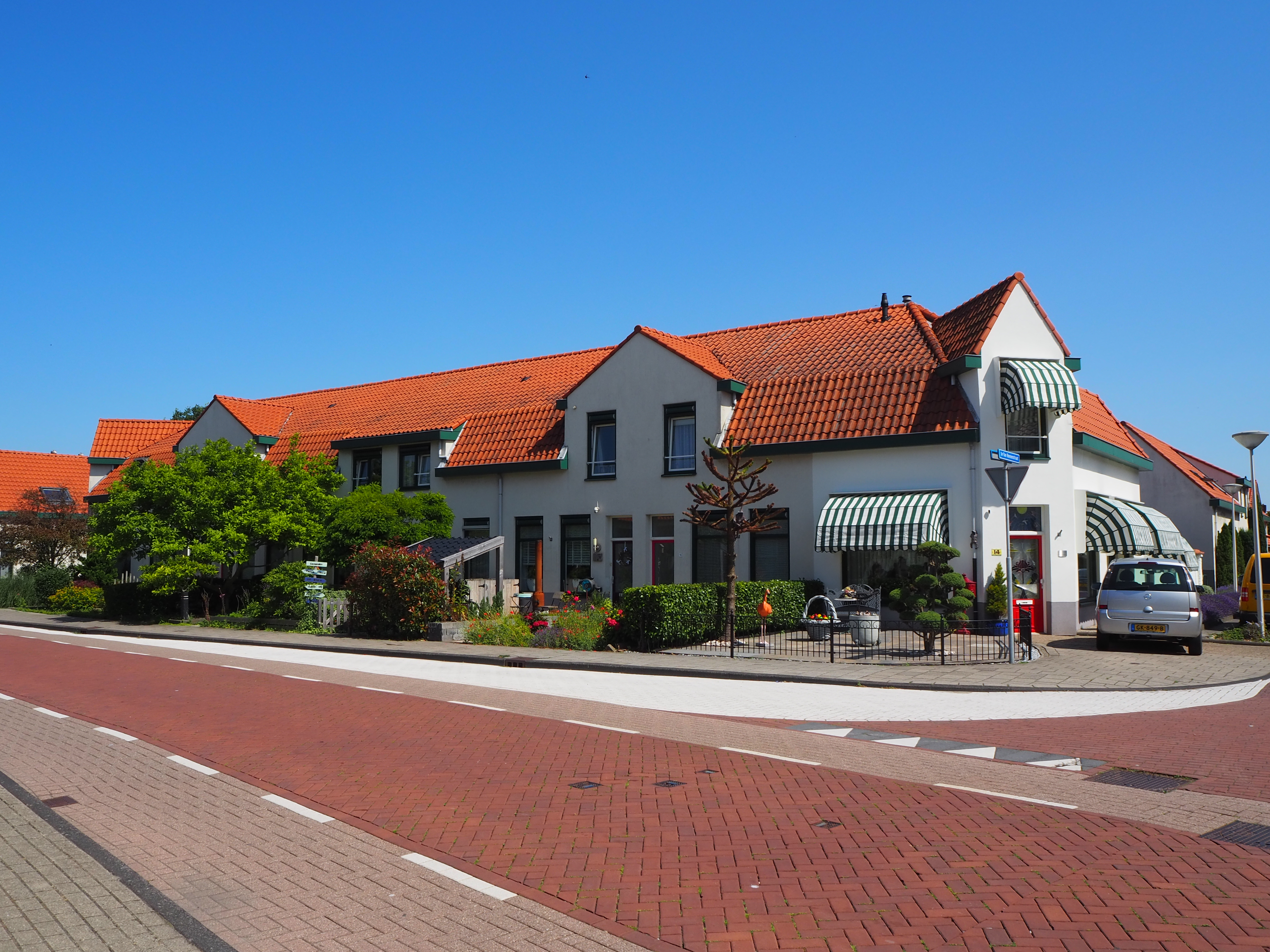
Rijtjeswoningen aan de Mariëndijk